# Sousa Dantas
Manuel Pinto de Sousa Dantas (Inhambupe, 21 de fevereiro de 1831 – Rio de Janeiro, 29 de janeiro de 1894) foi um advogado e político brasileiro.
Foi um dos governantes do Brasil (Gabinete Dantas), e governou também as províncias da Bahia e Alagoas. Foi pai de Manuel Pinto de Souza Dantas Filho e Rodolfo Epifânio de Souza Dantas e avô de Luiz Martins de Souza Dantas.

## Biografia
Bacharel em direito pela Faculdade de Direito do Recife, foi deputado provincial e deputado geral pela Bahia em diversos mandatos. Em Salvador foi provedor da Misericórdia e juiz de órfãos.
Foi membro do Conselho de Estado (que governava o Brasil), ocupando a vaga no Senado pela morte do conselheiro Zacarias de Góis e Vasconcelos, em 1878, em cujo Gabinete (22º) ocupou o Ministério da Agricultura, Comércio e Obras Públicas (de 1866 a 1868).
Foi ministro da Justiça entre 1880 e 1882, e interinamente Ministro do Império, no 28º Gabinete, presidido pelo Conselheiro José Antônio Saraiva.
Manuel Pinto de Souza Dantas organizou e presidiu o 32º Gabinete, governando o país de 1884 a 1885, ocupando também o Ministério da Fazenda e, interinamente, o dos Estrangeiros. O marco de seu governo foi o grande impulso que deu ao abolicionismo, ideário que ultrapassava a bandeira da libertação dos escravos. Sustentava uma ampla reforma social, a abranger uma gama de assuntos, entre eles reforma agrária e democratização do ensino.
Em 1884, premido pela exigência de ações mais efetivas com relação à escravidão, o imperador Dom Pedro II o nomearia chefe de Gabinete, encarregando-o de buscar uma solução para o problema. O senador contava com a amizade e o talento do deputado Rui Barbosa, a quem convidou para integrar o novo Gabinete. A Constituição, porém, determinava que, ao abrir mão de sua vaga na Assembleia, um deputado tinha que se submeter a uma nova prova eleitoral e, se derrotado, perderia o mandato e a pasta. Em conflito com os escravistas e Igreja, Rui Barbosa não pôde garantir sua reeleição e ficou fora do ministério. Entretanto, continuou a colaborar com o antigo chefe, com quem iniciara sua carreira de advogado, e foi por ele encarregado de redigir o "Projeto 48 A", que ficou conhecido como "Projeto Dantas", a partir das ideias do senador.
O Projeto Dantas começava por definir algumas diretrizes para a emancipação: pela idade do escravo; pela omissão da matrícula; e por transgressão do domicílio legal do escravo. Ao fixar 60 anos como idade limite para o escravo, não prevendo qualquer tipo de indenização aos proprietários, desencadeou uma onda de protestos antes mesmo do projeto ser apresentado à Câmara. Fundamentar a emancipação pela omissão de matrícula era aparentemente inofensivo. Mas, na verdade, ao obrigar que todos os escravos fossem novamente registrados e identificados com minúcias no prazo de um ano, representaria a libertação quase imediata de todos os menores de catorze anos com base na "Lei do ventre livre". E, graças à prova de filiação, aqueles trazidos ao Brasil depois da proibição do tráfico, em 1831, ou que eram filhos de escravos contrabandeados, também seriam homens livres.
Por fim, ao vedar a transferência de domicílio, evitava que províncias como Ceará e Amazonas vendessem negros para grandes centros de mão-de-obra escrava no sudeste do país. Uma das maiores novidades, contudo, consistiu na previsão de assistência ao liberto, mediante a instalação de colônias agrícolas para os que não obtivessem empregos. Determinava, ainda, regras para uma gradual transferência de terra arrendada do Estado para ex-escravo que a cultivasse, tornando-o proprietário.
Com todas essas propostas ousadas, o Projeto Dantas causou muita polêmica. Dividiu os liberais e provocou a ira dos conservadores e escravistas. Submetido a uma moção de desconfiança, mas com apoio do Imperador, o Gabinete Dantas dissolveu a Assembleia e convocou novas eleições. Foram as mais violentas do Império, vencidas por deputados apoiados pelos grandes escravocratas. Não conseguindo apoio, o Gabinete Dantas caiu e o Imperador nomeou o conselheiro Saraiva para dar prosseguimento à questão. Saraiva promoveu emendas fundamentais no projeto, que acabou aprovado por um terceiro Gabinete, o de Cotegipe. Afinal aprovada, a Lei Saraiva-Cotegipe, ou dos Sexagenários, era muitíssimo menos abrangente do que o projeto original de Souza Dantas.
Manoel Dantas é primo carnal de Cícero Dantas, barão de Jeremoabo. Embora primos, ambos disputavam o poder na Bahia, sendo o senador do Partido Liberal e o barão do Partido Conservador. Mas como o senador ficava mais no Rio, o barão tomou conta da região, e tornando-se o mais poderoso chefe político. Dr. Cícero é trisavô de Daniel Dantas, sócio-fundador do Banco Opportunity.

### Projeto de 3 de junho de 1887
Em junho de 1887, depois de ter saído do cargo de Presidente do Conselho de Ministros o Senador Dantas elaborou um projeto de libertação dos escravos, o "Projeto B de 1887", nome pelo qual ficou conhecido, previa o assentamento de famílias de ex-escravos ao longo das ferrovias do Império, o que seria uma espécie de reforma agrária.
O projeto reproduzia textos inteiros do "Projeto Dantas de 1884" e foi assinado conjuramente com outros 12 senadores liberais, entre eles o Visconde de Ouro Preto, o Visconde de Pelotas, Gaspar da Silveira Martins, Lafayette Rodrigues Pereira, Silveira da Mota e Lima Duarte. O projeto, apesar de ser rejeitado pelo senado, foi importante para os seus contemporâneos pois além de dar forças ao nascente movimento abolicionista conseguiu motivar políticos como Joaquim Nabuco, André Rebouças e até mesmo a Princesa Isabel a posteriormente defender o assentamento das famílias de ex-escravos; tema que voltou a ser sugerido por Dom Pedro II na Fala do Trono de maio de 1889.
Na integra o texto do projeto:
"Art. 1º - Aos 31 de dezembro de 1889 cessará de todo a escravidão no Império".
§ 1º - Está em vigor em toda a sua plenitude, e para todos os seus efeitos, a Lei de 7 de novembro de 1831.
§ 2º - No mesmo prazo ficarão absolutamente extintas as obrigações de serviços impostos como condição de liberdade; e a dos ingênuos em virtude da Lei de 28 de setembro de 1871.
§ 3º - O Governo fundará colônias agrícolas para a educação de ingênuos, trabalho de libertos, à margem de rios navegáveis, das estradas (inclusive ferrovias, observação minha) ou do litoral.
Nos regulamentos para essas colônias se proverá à conversão gradual de foreiro ou rendeiro do Estado em proprietário dos lotes de terra que utilizar, a título de arrendamento.
Art. 2º Revogam-se as disposições em contrario.
Paço do Senado, 3 de junho de 1887."

## Governo da Bahia
Souza Dantas presidiu a Bahia de 24 de julho de 1865 até 1866.
Em sua fala à Assembléia Provincial (1866), Dantas expressou seu pensamento:
"O País não se contenta com vãs promessas. Elas não lhe dão a liberdade prática, nem o bem real a que tem direito."

### Orientação política
Era de orientação Liberal, tendo na Bahia uma sólida base política, inclusive fazendo de seu filho, Rodolfo Epifânio de Souza Dantas, deputado e ministro no Segundo Reinado.

## Livros e trabalhos
- Correspondência do Conselheiro Manuel Pinto de Souza Dantas 1831-1894. (Organização e Notas de Américo Jacobina Lacombe)

## Homenagens
Souza Dantas foi comendador da Imperial Ordem de Cristo.

## Gabinete de 6 de junho de 1884
Foi presidente do Conselho de Ministro e simultaneamente ministro da Fazenda
- Ministro dos Negócios do Império: Filipe Franco de Sá
- Ministro da Justiça: Francisco Maria Sodré Pereira
- Ministro dos Estrangeiros: João da Mata Machado
- Ministro da Marinha: Joaquim Raimundo de Lamare
- Ministro da Guerra: Cândido Luís Maria de Oliveira
- Ministro da Agricultura, Comércio e Obras Públicas: Antônio Carneiro da Rocha